# Veynes
 Veynes  es una comuna y población de Francia, en la región de Provenza-Alpes-Costa Azul, departamento de Altos Alpes, en el distrito de Gap. Es la cabecera y mayor población del cantón de su nombre. Está integrada en la Communauté de communes des Deux Buëch.

## Demografía
| 3,299 | 3,415 | 3,474 | 3,578 | 3,330 | 3,178 | 3,148 | 3,093 |
| Para los censos de 1962 a 1999 la población legal corresponde a la población sin duplicidades (Fuente: INSEE [Consultar]) |       |       |       |       |       |       |       |